# Critoniella
Critoniella là một chi thực vật có hoa trong họ Cúc (Asteraceae).

## Loài
Chi Critoniella gồm các loài: